# Société linnéenne de New York
La Société linnéenne de New York (Linnean Society of New York en anglais) est une société savante faisant partie des nombreuses sociétés linnéennes ainsi nommées en hommage au naturaliste suédois Carl von Linné (1707-1778).
Elle fut fondée à New York, en 1878, par un groupe de naturalistes. Le zoologiste Clinton Hart Merriam (1855-1942) en fut le premier président.
La Société linnéenne de New York s'occupe surtout d'ornithologie. Elle publie notamment un bulletin et organise des excursions et des conférences. Son logo représente un faucon pèlerin perché au sommet d'une tour.